# Comuna Velîka Borovîțea, Bilohirea
Velîka Borovîțea (în ucraineană Велика Боровиця) este o comună în raionul Bilohirea, regiunea Hmelnîțkîi, Ucraina, formată din satele Ivanivka și Velîka Borovîțea (reședința).

## Demografie
Componența lingvistică a comunei Velîka Borovîțea
     Ucraineană (99,84%)
     Alte limbi (0,16%)
Conform recensământului din 2001, majoritatea populației comunei Velîka Borovîțea era vorbitoare de ucraineană (99,84%), existând în minoritate și vorbitori de alte limbi.